# Javad Ghorab
Javad Ghorab (Irán; 30 de julio de 1949) es un exfutbolista de Irán que jugaba en la posición de centrocampista.

## Carrera

### Club
Jugó toda su carrera con el Taj FC de 1970 a 1977 con el que ganó la Copa Takht Jamshid en 1975 y la Copa de Clubes de Asia de 1970.

### Selección nacional
Jugó para Irán de 1971 a 1974 con la que disputó 18 partidos, ganó la Copa Asiática 1972 y participó en los Juegos Asiáticos de 1970 y en los Juegos Olímpicos de Múnich 1972.

## Logros

### Club
- Asian Club Championship: 1

1970
- Copa Takht Jamshid: 1

1974–75

### Selección nacional
- Copa Asiática: 1

1972